# Missione San Fernando Rey de España di Velicatá
La Missione San Fernando Rey de España di Velicatá si trova nella Bassa California, Messico, a circa 35 miglia a sudest di  El Rosario; fu la sola missione fondata dai francescani nella Bassa California.
La località per la futura missione fu identificata dal missionario gesuita ed esploratore Wenceslaus Linck nel 1766. Quando, nel 1768, i gesuiti furono sostituiti dai francescani, questi ultimi furono incaricati di estendere il controllo spagnolo verso nord, nell'Alta California. La Missione San Fernando, nell'insediamento dei Cochimí di Velicatá, sulla via verso il nord, fu fondata da Junípero Serra durante la prima parte della spedizione Portolá il 14 maggio 1769, giorno di Pentecoste. Questa fu la prima missione di padre Junipero Serra prima di spostarsi a nord verso l'Alta California.

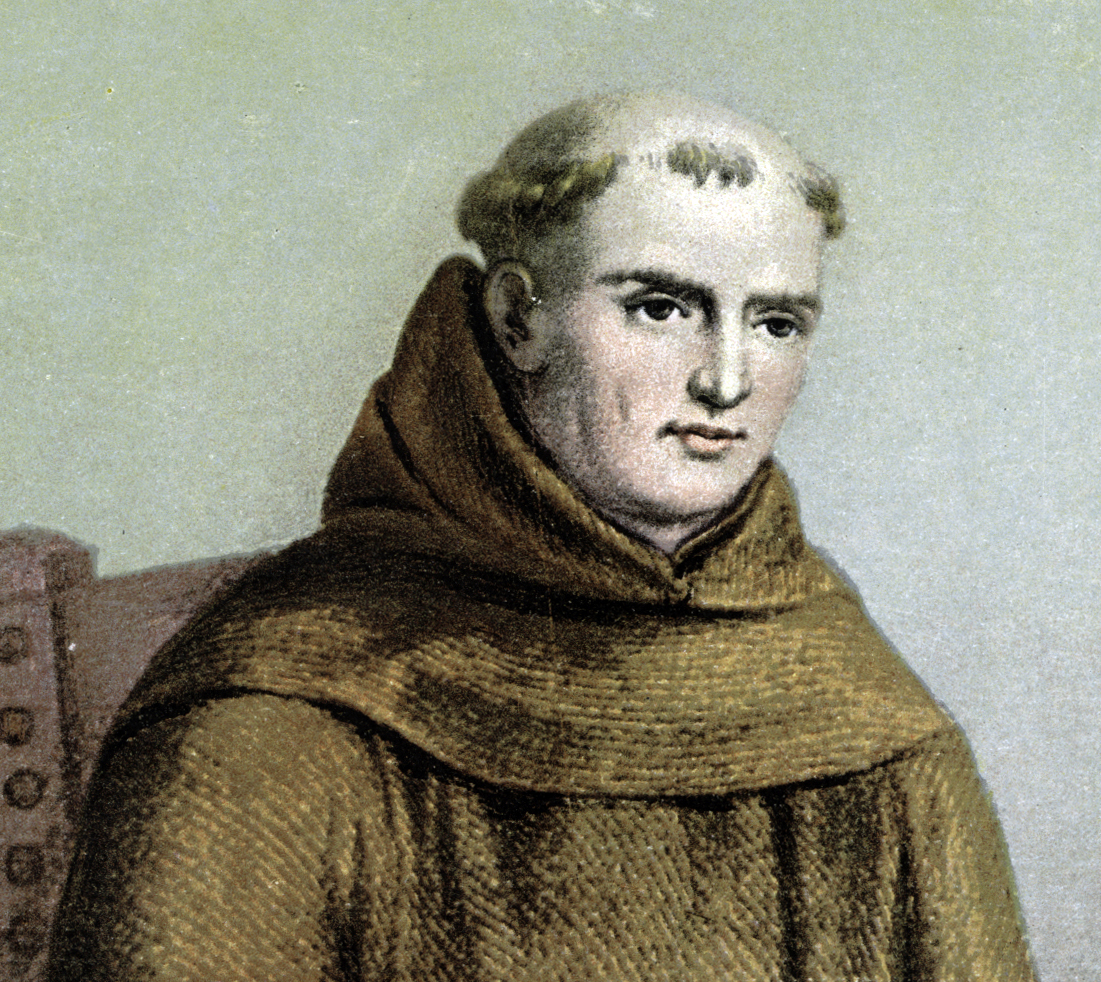
Junípero Serra, il fondatore della missione

Negli anni 1770 sotto i francescani e successivamente dal 1773 sotto i successori domenicani, la missione raggiunse rapidamente il suo apice e quindi declinò a causa di un'epidemia che decimò la popolazione natìa. Non ci furono più missionari stabili nella zona dopo circa il 1818. Rimangono in loco poche rovine di mura e pietre delle fondazioni, come incisioni rupestri e qualche pittogramma. Poco a ovest delle rovine della Missione si trova un acquedotto e una piccola diga.